# Vadomar
Vadomar (latin Vadomarus) était de 360 à 361 roi alaman du peuple brisgauvien. Il était le frère de Gundomad et le père de Vithicab.

## Résumé

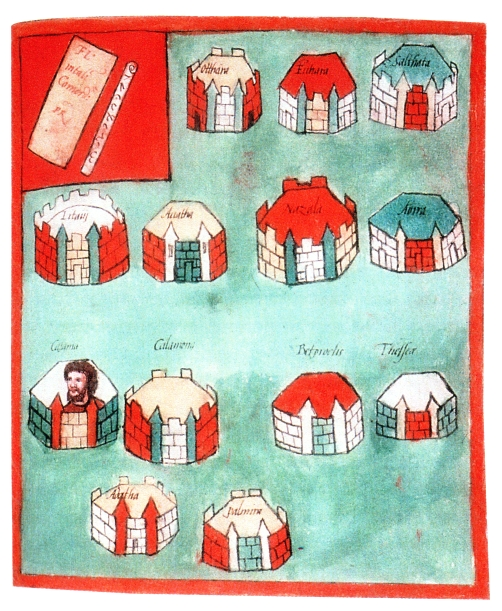
Reproduction de Notitia Dignitatum avec des villes appartenant à la juridiction de Vadomar pendant son service militaire romain.

L'historien romain Ammianus Marcellinus rapporte :
En 354 Gundomad conclut avec son frère Vadomar un traité de paix à la suite de la perte d'une bataille contre l'empereur Constance II à Augst.
Après que son frère Gundomad en 357 fut tué par son peuple, les Brisgauviens de nord, ces derniers s'élevèrent contre le César Julien incités par l'empereur Constantin II, que Julien se trouvait irrémédiablement face à eux sur les territoires de la rive gauche du Rhin.
Dans l'année 359 Julien enjamba le Rhin jusqu'à Mogontiacum (Mayence) et conclut une trêve de paix avec les rois alamans Vadomar, Makrian, Hariobaud, Ur, Ursicin, Vestralp.
En 360 les Brisgauviens sous Vadomar agressent les territoires frontaliers de la Rhétie. Vadomar se servit adroitement pendant de nombreuses années du César Julien et de l'empereur Constance II l'un contre l'autre. Un messager de Vadomar fut intercepté par Julien avec une lettre destinée à Constance II, dévoilant finalement le double jeux mené par Vadomar. Vadomar fut piégé lors d'un faux banquet que Julien organisa dans son campement, puis il fut exilé en Espagne. 
De 363 jusqu'en 364 il fit à l'est, parmi l'empereur Jovien, une honorable carrière militaire dans l'armée romaine et ira même jusqu'à être dux de la province de Phoenice.
En raison de son caractère insincère il perdit son titre pour plus tard le récupérer à nouveau. 
Sous l'empereur Valens en tant que général d'une affection spéciale il combattit en 365 Procope l'Usurpateur en Bithynie et les Perses en 373 en Mésopotamie aux côtés du général Trajan pour le compte de l'empereur Valens.